# 가해 리 대수
리 군론에서 가해 리 대수(可解Lie代數, 영어: solvable Lie algebra)는 유한한 길이의 유도열을 갖는 리 대수이다.

## 정의
가해 리 대수의 개념은 다양하게 정의된다.
- 일반적으로, 가해 리 대수는 유한한 길이의 유도열을 갖는 리 대수이다.
- 표수 0의 체 위의 유한 차원 리 대수의 경우, 리 대수의 개념은 리 대수 표현론을 사용하여 정의될 수 있다.
- 실수체 또는 복소수체 위의 유한 차원 리 대수의 경우, 리 대수가 가해 리 대수일 조건은 대응하는 리 군이 가해군인 것이다.

### 유도열을 통한 정의
가환환 {\displaystyle K} 위의 리 대수 {\displaystyle {\mathfrak {g}}}의 유도열(誘導列, 영어: derived series)은 다음과 같다.
{\displaystyle {\mathfrak {g}}={\mathcal {D}}^{0}{\mathfrak {g}}}
{\displaystyle {\mathcal {D}}^{i+1}{\mathfrak {g}}=[{\mathcal {D}}^{i}{\mathfrak {g}},{\mathcal {D}}^{i}{\mathfrak {g}}]}
{\displaystyle {\mathfrak {g}}={\mathcal {D}}^{0}{\mathfrak {g}}\supseteq {\mathcal {D}}^{1}{\mathfrak {g}}\supseteq {\mathcal {D}}^{2}{\mathfrak {g}}\supseteq \cdots }
만약 어떤 자연수 {\displaystyle n\in \mathbb {N} }에 대하여 {\displaystyle {\mathcal {D}}^{n}{\mathfrak {g}}=0}이라면, {\displaystyle {\mathfrak {g}}}를 가해 리 대수라고 한다.:31 ({\displaystyle 0}는 유일한 0차원 리 대수이다.)
리 대수 {\displaystyle {\mathfrak {g}}}의 극대 부분 리 대수는 보렐 부분 대수(영어: Borel subalgebra)라고 한다. 리 대수 {\displaystyle {\mathfrak {g}}}의 최대 리 대수 아이디얼은 근기라고 한다. (보렐 부분 대수는 일반적으로 유일하지 않지만, 근기는 항상 유일하다.)

### 표현론을 통한 정의
표수 0인 체 위의 유한 차원 리 대수 {\displaystyle {\mathfrak {g}}}에 대하여, 다음 조건들이 서로 동치이다.
- {\displaystyle {\mathfrak {g}}}는 가해 리 대수이다.
- {\displaystyle {\mathfrak {g}}}의 딸림표현 {\displaystyle \operatorname {ad} ({\mathfrak {g}})\subseteq {\mathfrak {gl}}({\mathfrak {g}};K)}는 가해 리 대수이다.
- {\displaystyle [{\mathfrak {g}},{\mathfrak {g}}]}는 멱영 리 대수이다.[1]:Proposition 1.39
- (카르탕 가해성 조건 영어: Cartan’s criterion for solvability) {\displaystyle {\mathfrak {g}}}의 킬링 형식 {\displaystyle B}가 주어졌을 때, {\displaystyle B({\mathfrak {g}},[{\mathfrak {g}},{\mathfrak {g}}])=0}이다.

### 리 군 이론을 통한 정의
{\displaystyle \mathbb {K} \in \{\mathbb {R} ,\mathbb {C} \}}라고 하자. 그렇다면, 유한 차원 {\displaystyle \mathbb {K} }-리 대수의 경우 가해성은 다음과 같이 정의될 수 있다.
유한 차원 {\displaystyle \mathbb {K} }-리 대수 {\displaystyle {\mathfrak {g}}}에 대하여, 다음 두 조건이 서로 동치이다.
- {\displaystyle {\mathfrak {g}}}를 리 대수로 갖는 (유일한) 단일 연결 리 군 {\displaystyle G}는 (군으로서) 가해군이다.
- {\displaystyle G_{0}=G}이며, {\displaystyle G_{i+1}=\operatorname {cl} ([G_{i},G_{i}])}라고 하자. 여기서 {\displaystyle \operatorname {cl} }은 위상수학적 폐포를 뜻한다. 그렇다면 이 열은 유한하다. 즉, {\displaystyle G_{i}}가 한원소 집합인 자연수 {\displaystyle i}가 존재한다.
- {\displaystyle {\mathfrak {g}}}는 가해 리 대수이다.

이 경우, 위와 같이 "폐포를 취한 유도열"은 리 대수의 유도열에 대응한다.
연결 리 군이 아닌 리 군 {\displaystyle G}의 경우, 다음 조건들이 서로 동치이다.
- {\displaystyle G}의 연결 성분 {\displaystyle G_{0}}는 (군으로서) 가해군이다.
- {\displaystyle G}의 리 대수 {\displaystyle \operatorname {Lie} (G)}는 가해 리 대수이다.

## 성질

### 함의 관계
임의의 가환환 {\displaystyle K}에 대하여, 다음 포함 관계가 (정의에 따라) 성립한다.
{\displaystyle K}-아벨 리 대수 ⊆ {\displaystyle K}-멱영 리 대수 ⊆ {\displaystyle K}-가해 리 대수 ⊆ {\displaystyle K}-리 대수

### 연산에 대한 닫힘
리 대수의 짧은 완전열
{\displaystyle 0\to {\mathfrak {a}}\to {\mathfrak {g}}\to {\mathfrak {g}}/{\mathfrak {a}}\to 0}
이 주어졌다고 하자. 그렇다면, 다음 두 조건이 서로 동치이다.
- {\displaystyle {\mathfrak {g}}}가 가해 리 대수이다.
- {\displaystyle {\mathfrak {a}}}와 {\displaystyle {\mathfrak {g}}/{\mathfrak {a}}}가 둘 다 가해 리 대수이다.

즉,
- 가해 리 대수의 아이디얼은 가해 리 대수이다.
- 가해 리 대수의 몫은 가해 리 대수이다.
- 가해 리 대수의, 가해 리 대수에 대한 확대는 가해 리 대수이다.

## 분류
리 정리(영어: Lie’s theorem)에 따르면, 표수 0의 대수적으로 닫힌 체 {\displaystyle K} 위의 모든 유한 차원 가해 리 대수는 충분히 큰 {\displaystyle n}에 대하여 {\displaystyle {\mathfrak {b}}(n;K)}의 부분 대수로 나타낼 수 있다. (이 정리는 양의 표수에서 성립하지 않는다.)

## 예
체 {\displaystyle K}에 대하여, {\displaystyle {\mathfrak {b}}(n;K)}가 모든 {\displaystyle n\times n} 상삼각 행렬로 구성된 리 대수라고 하자. 이는 가해 리 대수를 이룬다.

## 역사
리 정리는 소푸스 리가 1876년에 증명하였다.

## 같이 보기
- 킬링 형식
- 해다양체